# Conchopetalum
Conchopetalum é um género botânico pertencente à família Sapindaceae.

## Espécies
- Conchopetalum brachysepalum
- Conchopetalum madagascariense

1. ↑  «Conchopetalum — World Flora Online». www.worldfloraonline.org. Consultado em 19 de agosto de 2020